# Dundee West (circonscription du Parlement britannique)
Circonscription parlementaire de la Chambre des communes
Dundee West est une circonscription électorale britannique située en Écosse.

## Liste des députés
| Élection | Élection | MP             | Parti              |
| -------- | -------- | -------------- | ------------------ |
|          | 1950     | John Strachey  | Parti travailliste |
|          | 1963     | Peter Doig     | Parti travailliste |
|          | 1979     | Ernie Ross     | Parti travailliste |
|          | 2005     | James McGovern | Parti travailliste |
|          | 2015     | Chris Law      | SNP                |